# 寿阳事件
寿阳事件是中国山西省寿阳县1959年11月至1960年1月发生的恶性政治事件。据统计，由于中共寿阳县委的挖粮集资运动，349人因殴打、饥饿等原因非正常死亡。

## 始末
1959年10月，中共晋中地委委员王之一调任中共寿阳县委第一书记。他上任后，向上级谎报1959年全县粮食产量有22000万斤（实际产量11900万斤），全县当年征购粮食9363万斤，仅留下2537万斤。为弥补亏空，王之一等企图挖出生产队和农民瞒产私分的粮食，并以建设为由在全县集资。在此过程中，违法乱纪，打骂胁逼，揪斗打人，死人事件不断发生，王之一等不予制止。据统计，1959年10月底至1960年1月，全县11159户被抄家搜查，24063户被集资，3116人被残酷斗争，由于殴打、逼迫、饥饿等原因，349人非正常死亡。
1960年2月，晋中地委书记贾俊等到寿阳县处理寿阳事件。同月中共山西省委派常委兼副省长武光汤等赴寿阳。3月5日，晋中地委向山西省委提交请示报告。经省委批准，撤销王之一党内外一切职务，改组寿阳县委，查处133名犯有严重错误的党员干部，追究35人的法律责任，其中王维、苏景云等四人死刑。政府派人上门安抚受害者及其家属及其他困难户，退还集资物款，将3000万斤粮食返还农村，派219名医生下乡看病，春节时派300多名干部下乡慰问，以挽回寿阳事件的损失。
4月18日，山西省委向各地、市、县发出《关于“寿阳事件”的通报》，要求各级党委注意纠正这种作风。

## 参看
- 左云之风
- 河南信阳事件